# 弗勞爾菲爾德鎮區 (密歇根州)
弗勞爾菲爾德鎮區（英語：Flowerfield Township）是位於美國密歇根州聖約瑟夫縣的一個行政鎮區。

## 地方資料
弗勞爾菲爾德鎮區的面積為92.90平方千米，當中陸地面積為92.80平方千米，而水域面積為0.10平方千米。根據2020年美國人口普查的數據，當地共有人口1587人，而人口密度為每平方千米17.08人。